# 心的時間旅行
心的時間旅行（しんてきじかんりょこう、英: Mental time travel）とは、心理学において過去の個人的な出来事を心の中で再構築する（エピソード記憶）だけでなく、未来に起こりうるシナリオを想像する（エピソード的な予見力／エピソード的未来思考）能力を指す。

## 解説
この用語は、トーマス・サドンドルフとマイケル・コーバリスによって作られ、エンデル・タルヴィングのエピソード記憶に関する研究に基づいている（タルヴィングはクロネステジアという別の用語を提案した）。
心的時間旅行は、心理学者、認知神経科学者、哲学者など、様々な学術分野で研究されてきた。主な関心領域には、記憶と予見の関係の性質、その能力の進化（人間特有のものか、他の動物と共有されているのかなど）、幼児期の発達、基盤となる脳のメカニズム、さらに意識、自己、自由意志との潜在的な関連性などがある。

## 概要・用語・他の認知能力との関係
宣言的記憶とは、明示的に表現できる情報を保存し、取り出す能力を指し、世界についての事実や知識（意味記憶）と自分自身の経験に関する自伝的な詳細（エピソード記憶）の両方で構成されている。タルヴィング（1985）は当初、エピソード記憶には以前に経験した出来事の一人称の主観的体験を必要とする「オートノエティック」（「自己認識的」）意識の一種が関与しているのに対し、意味記憶は「ノエティック」（認識的）意識に関連しているが、そのようなメンタルシミュレーションを必要としないと示唆した。
意味記憶とエピソード記憶の両方が、未来について考えるために不可欠であることがますます明らかになってきた。しかし、心的時間旅行は特に「オートノエティック」なシステムを指し、したがってエピソード記憶とエピソード的予見のみを選択的に含む。
エピソード記憶とエピソード的予見の密接な関連は、発達の軌跡が共有されていること、神経精神医学疾患や脳損傷における障害プロファイルが類似していること、現象学的分析、神経イメージングによって確立されてきた。心的時間旅行は、脳内の一般的なシナリオ構築またはシミュレーションシステムによって可能になる複数のプロセスの1つである可能性がある。この心的シナリオを生成し、反映する一般的な能力は、多数の要素が協調して機能することに依存する心の中の劇場に例えられてきた。
心的時間旅行の様々な側面について調査が行われており、人格に関連する個人差、人工知能システムにおける実現、心の理論やマインドワンダリングとの関係などがある。心的時間旅行の一般的な研究は、個人の未来志向、時間的展望、時間的自己連続性の違いに関する研究とも関連しているが、区別されている。

## 脳の関連領域
成人における心的時間旅行能力の基盤となる脳システムについては、様々な神経イメージング研究で明らかにされてきた。この分野の初期のfMRI研究では、過去の経験を思い出すことと未来の経験を想像することの間に、脳活動の多くの密接な対応関係が明らかになった。

### fMRIによる脳領域のマッピング
アディスらは、過去と未来のイベントの構築と精緻化を媒介する神経領域を調べるためにfMRI研究を行った。
精緻化の段階は、構築の段階とは異なり、自伝的記憶検索ネットワークを構成する皮質領域と重複している。この研究では、左の海馬と右の後頭回が過去と未来のイベントの構築中に有意に活性化されたのに対し、右の海馬は過去のイベントの構築中に有意に不活性化されたことも判明した。未来のイベントの作成中にのみ活性化された。
エピソード的未来思考には、記憶からの関連情報の検索と統合、主観的時間の処理、自己参照的処理など、複数の要素プロセスが関与している。ダルジャンボーらの研究では、個人の目標に関連する未来のイベントを想像する際に、腹側内側前頭前野と後部帯状回が最も活性化されることがわかった。このことから、これらの脳領域が個人の目標処理において役割を果たしていることが示され、これはエピソード的未来思考の重要な特徴である。

### イベントの「何を」と「どこで」に関与する脳領域
カベザらは、一連のイベントの線形的な進行に基づく時間的記憶に関与する脳領域を特定するために、人間の被験者グループに陽電子放出断層撮影（PET）スキャン研究を行った。「過去のエピソードを思い出すには、何が起こったかだけでなく、それがいつ起こったかを覚えておく必要がある」ため、一連の単語の中のある単語を思い出そうとしたときに活性化される脳の領域を見つけるためにPETスキャンが使用された。その結果、過去の出来事の時間的順序記憶には前頭部と後部の脳領域が関与し、項目検索では内側側頭部と基底前脳部に神経活動が見られることがわかった。

## 進化と人間の独自性
時間的に、特に未来に向けて心の中を旅する能力は、人間が未来に備え、計画し、有利に形作ることを可能にする人類の進化における潜在的な主要な原動力として注目されてきた。しかし、人間以外の動物がどの程度心的時間旅行に従事できるかという問題は、議論の余地があり続けている。
ビショーフ - ケーラーの仮説と呼ばれる提案の1つは、人間以外の動物は、現在持っていない欲求状態に基づいて行動することができない、例えば、現在完全に満たされている状態で水を求めることはできないと仮定している。他の提案は、異なる種は何らかの能力を持っているかもしれないが、メンタルシナリオ構築と想像力の様々な構成要素の能力が不足しているために制限されているというものである。類人猿、カラス、ワタリガラス、ニシスクラブジェイなど、いくつかの研究で動物の心的時間旅行が実証されたと主張されているが、これらには多くの批判が寄せられており、より単純な別の説明が提案されている。そして、この議論は現在も続いている。
心的時間旅行が人間に固有のものであるとすれば、現代人につながる系統が現代のチンパンジーにつながる系統から分岐した過去600万年の間に出現したに違いないとされる。人類における心的時間旅行の進化の最初の確かな証拠は、おそらくホモ・エレクトスに関連するアシューリアンの両面加工石器の形で現れる。アシューリアンの道具は複雑で、作るために高度な計画が必要だったと推測されている。また、ある場所で作られ、別の場所に持ち運ばれて繰り返し使用されたという証拠もある。

## 重要な適応機能
過去を記憶し、未来を想像する能力に何らかの程度依存する、いくつかの重要な適応機能が特定されている。これらの機能には、将来の感情反応の予測（感情予測）、意図的な練習、異時点間選択、航法、展望的記憶、反事実的思考、企画などがある。

### 類人猿におけるエピソード的記憶と未来の計画
オースヴァスらは、類人猿に予見能力があることを示すために研究を行った。この研究は、チンパンジーとオランウータンの自制心、連合学習、構想力を一連の実験によって検証することで構成されていた。批評家は、これらの動物が本当に心的時間旅行を示したのか、それとも連合学習によってそのように行動したのかを疑問視した。ビショーフ - ケーラーの仮説では、動物は将来の必要性を予測することができないとしているが、オースヴァスらの研究はこの仮説を反証しようとしたものである。
科学者たちは、類人猿に食べ物と一緒に、その特定の食べ物を実際に食べるのに使える器具を提示すると、これらの動物は食べ物ではなく器具を選んだことを示した。彼らは、現在の食べ物への欲求を克服して、将来の器具の必要性を予測したのである。これは動物における心的時間旅行の一例である。科学者たちは、それを考慮に入れるために別の実験を行ったので、食べ物の報酬ではなく器具を選んだのは連合学習の結果ではなかった。鳥によるフードキャッシングなど、他の例も、ヒト以外の動物における心的時間旅行の例かもしれない。象などの動物が、差し迫った危険に反応して示す生存本能でさえ、心的時間旅行の機構を含んでいる可能性がある。
類人猿に予見能力があることを示すもう1つの研究は、マーティン-オルダス G. らによって行われた。これらの科学者は、「類人猿は、何が、どこで、いつ」特定の出来事が起こったかを統合された方法で記憶することを示すことができた。この研究では2つの実験が行われ、1つ目は類人猿の記憶の内容の調査、つまりこれらの動物は以前に見せられた2種類の食べ物がいつ、どこに隠されているかを覚えているかどうかを調べるものだった。2つ目の実験では、記憶の構造を探った。類人猿の記憶は、何を・どこで・いつの統合された構造で形成されていることがわかった。これらの発見はすべて、動物がそのように行動したのは本能や学習の傾向のためではなく、むしろ心的時間旅行の能力を持っていることを示唆している。しかし、比較心理学者はこの結論について意見が分かれている。

### ニシスクラブジェイのエピソード的記憶
クレイトンらは、鳥類がエピソード的記憶を示すことを明らかにするための研究で、内容、構造、柔軟性の3つの行動基準を用いて、これらの鳥類のフードキャッシングの習慣が、過去を思い出し、未来を計画する能力の証拠であるかどうかを判断した。内容には、特定の過去の経験に基づいて何が起こったかを記憶することが含まれる。構造は、出来事の「何を・どこで・いつ」の表現を形成することを必要とした。最後に、柔軟性は、事実と経験に基づいて情報がどのように整理され、再整理されるかを見るために使用された。心的時間旅行には、エピソード的未来思考と意味的知識の両方が使用される。この研究は、一部の動物が未来または過去に心的時間旅行をする可能性があることを示すことで、ビショーフ - ケーラーの仮説にも矛盾している。しかし、この解釈は議論の余地があり続けている。

## 子供の発達
乳児期における心的時間旅行の発達に関する研究は、関連する構成要素のプロセスが部分的に機能し始めることを示唆している。必要とされる心理的な下位要素のほとんどは、おおよそ4歳までに利用可能になると思われる。これには、2つの相互に排他的な可能性のある未来の出来事に備える基本的な能力が含まれ、これは3歳から5歳の間に発達すると考えられている。
2歳から3歳の子供は、今後の出来事についていくつかの情報を報告することができ、4歳から5歳になると、子供は未来の状況についてより明確に話すことができる。しかし、子供は言語化できる以上のことを理解しているかもしれないこと、また、完全に理解していなくても物事を言うかもしれないことが懸念されている。そのため、研究者は未来志向の行動を調べようとしてきた。慎重にコントロールされた研究では、4歳児は別の部屋で見た特定の問題を、将来の解決策に備えるのに十分なほど記憶していることがわかった。これらの結果は、保育学校の終わりまでに、子供たちが予見のための基本的な能力を発達させていることを示唆しており、その能力は子供期と青年期を通じて発達し続ける。

## 測定
心的時間旅行の研究では、エピソード記憶とエピソード的予見の両方を測定する必要がある。

### エピソード記憶
エピソード記憶は通常、人間の成人では、過去に経験した出来事を報告または説明するよう求めることによって測定される。多くの研究では、研究の一時点で参加者に情報を提供し、研究の後の時点でこの情報に関する記憶を評価している。これらの研究の利点は、想起の正確性を評価できることである。しかし、チェークとクレイトンは、このような異なる記憶の測定は十分に相互に対応していないため、記憶の異なる側面を捉えている可能性があると発見した。この分野の研究のより一般的な限界は、他の動物の研究と同様に、人々の実生活での出来事に対する実際の記憶を捉えられないことである。
多くの研究は、人々に自分の人生からエピソードを思い出すよう求めることに焦点を当てている。それらの中には、参加者の記憶を同じ出来事を経験した家族、友人、親戚の記憶と比較することで、想起の正確性を検証しようとするものもある。また、場合によっては、出来事についての人々の記憶を、その出来事に関する公的な情報と比較するものもある。しかし、想起の正確性を検証することは必ずしも容易ではないため、エピソード記憶の多くの尺度ではこれを行わず、代わりに人々の記憶の言語的記述の側面に焦点を当てている。
想起の正確性を検証しない3つの一般的な測定方法は以下の通りである。
1) ドリッシェルらは、統制連想検査を改良し、特定の期間（例えば、先週、昨年、過去5年間など）の個人的な自伝的エピソードを、特定の時間制限内（例えば、1分間）でどの程度流暢に想起できるかを評価した。
2) バドリーとウィルソンは、参加者の記憶を、その記述に提供された詳細のレベルに基づいて、(3) 具体的、(2) 中間的、(1) 一般的、(0) なし、の4点尺度で評価した。
3) レヴァインらは、参加者の言語的記述に基づいて、エピソード記憶のエピソード的要素と意味的要素を区別するために、自伝的インタビューを考案した。

### エピソード的予見
ミロヤンとマクファーレンは、成人を対象に使用されているエピソード的予見の測定尺度について系統的レビューを行い、これらの尺度のほとんどがエピソード記憶の尺度を改変したものであることを発見した。
1) 統制連想検査に基づくドリッシェルらの尺度は、マクレオドらによってエピソード的予見を評価するために改変された。
2) ウィリアムズらは、バドリーとウィルソンの4点尺度を改変して、エピソード的予見を評価した。
3) レヴァインらによって、エピソード記憶のエピソード的要素と意味的要素を区別するために考案された自伝的インタビューは、アディスらによってエピソード的予見を測定するために改変された。
系統的レビューの著者らは、このようなエピソード的予見の尺度すべての限界として、人々による未来の出来事のシミュレーションを客観的な準備行動や実際に起こる未来の出来事と比較していないことを指摘した。したがって、利用可能な尺度のどれも、人々の想像の正確性や関連性を検証していない。これは、言語能力の欠如を補うために、参加者にエピソード的予見を行動で示すことを要求する、子供や動物のエピソード的予見の研究とは対照的である。